# نفيل كاردس
جون فردريك نفيل كاردس (بالإنجليزية: Neville Cardus)‏ ‏(3 أبريل 1888 - 28 فبراير 1975) هو كاتب وناقد إنجليزي من أسره فقيرة وقد تلقى تعليمه من تلقاء نفسه بشكل أساسي. وأصبح مراسلاً رياضياً لرياضة الكريكيت في صحيفة الجارديان الصادرة في مدينة مانشستر عام 1919 وشغل منصب رئيس زاوية النقد الموسيقي في الصحيفة عام 1927 وقد عمل في الوظيفتين المذكورتين سابقاً في وقت واحد حتى العام 1940. لقد كانت اسهاماته في هذين المجالين واضحة بحيث أصبح واحداً من أشهر النقاد في جيله قبل عدة سنوات من الحرب العالمية الثانية.
لقد كان نهج كاردس في كتابة التقارير عن رياضية الكريكيت اسلوباً مبتكراً حيث عمل على تحويل ما كان واقعياً بحدٍ كبير في السابق إلى وصفاً حياً حيث أمن معاصريه بأن كتابته أثرت في نفس كل كاتب تقارير عن رياضة الكريكيت وعلى الرغم من أن الجزء الأكبر من معجبيه كانوا يقرؤون كتبه وتقاريره عن الكريكيت إلا أن مهنته الرئيسية اعتُبرت ناقداً موسيقياً، وقد تأثر بالجيل القديم من النقاد خصوصاً صامويل لانجفورد وأرنست نيومان في بداية حياته النقدية بدون تلقي أي تدريب موسيقي رسمي ولكنه طور موهبته النقدية الشخصية والرومانسية الذاتية التي تناقض التحليل الموضوعي الذي مارسه نيومان حيث كانت أراءه وأحكامه صريحة وقاسية في أغلب الأحيان والتي تسببت باحتكاكات وخلافات مع الفنانين العالمين في بعض الأوقات. ومع ذلك، فقد كان سحره الشخصي وطريقته الاجتماعية تمكنه من تكوين صداقات دائمة في عالمي الكريكت والموسيقي من بينهم نيومان والسيد توماس بيتشام والسيد دونالد برادمان. لقد أُرسل كاردس إلى أستراليا إبان سنوات الحرب العالمية الثانية حيث كتب هناك عن صباح سدني وقدم محادثات دورية على الراديو. كما كتب أيضا عدد من الكتب عن الموسيقي وأكمل سيرته الذاتية. وقد استأنف علاقاته مع صحيفة جارديان في مانشستر كناقد موسيقي بعد عودته إلى إنجلترا حيث استمر في الكتابة عن الكريكت وأصدر كتباً في كلا تخصصيه الاثنين: الكريكت والنقد الموسيقي. ولقد اعتُرف بأعماله علناً بتعينه كرفيق في الترتيب الإمبراطوري البريطاني وحاز على جائزة الفارس. ومُنح عدداً من الأوسمة في عالمي: الموسيقي والكريكت وفي أخر سنواته كما أصبح معلماً وشخصية ملهمة. للكتاب الطموحين من الشباب.

## في أوقات النشأة

### خلفيته العائلية وطفولته المبكرة
لقد وُلد كاردس في الثالث من أبريل عام 1888 في روشولم الواقع بمدينة مانشستر. وقد عُرف باسم فرد خلال طفولته وشبابه المبكر. وقد كان هناك التباساً حول تاريخ ميلاده حيث ذكرت بعض المراجع أنه وُلد في الثاني من أبريل عام 1888 وقد حضر كاردس بنفسه حفلة عشاء في 2 إبريل عام 1959 معتقداً أن اليوم عيد ميلاده السبعين ولكن أكدت وثيقة ميلاده التاريخ الأول. إن والدته هي أدا كاردس وهي واحدة من بنات السيد روبرت والسيدة أننا كاردس القاطنين في حي الصيف الرابع في روشولم. في الرابع عشر من يوليو 1888 غادرت أدا منزل والدها وتزوجت من فريدرك نيوسم وهو حداد عندما كان عمر نفيل ثلاثة أشهر. وهذا جزء مشترك بين اسمهما الاثنين، إلا أنه لا يوجد أي دليل قاطع يثبت أن نيوسم هو أباه فقد وصفه نفيل هو سيرته الذاتية كعازف كمان في أوركسترا. لم يدم زواج بيوسم طويلاً حيث استمر لبضع سنوات فقط فعادت أدا مع نفيل لبيت والدها في حي الصيف الرابع.
كان روبرت كاردس شرطياً متقاعداً فعملت أسرته في الغسيل للجيران لزيادة دخله المحدود وحصلت الأسرة على مصادر دخل إضافية من خلال ممارسة بناتها للدعارة بدوام جزئي.
وفي كتاباته عن سيرته الذاتية أشار كاردس إلى بيئته المنزلية في حي الصيف الرابع فكتب التالي «بائس... جاهل وغير جميل» إلا أنه كان مفعماً بالحياة: «وبقي يضحك وهو يتجول». وقد اقترح المعلقون أن كاردس يميل إلى المبالغة في جوانب الحرمان التي عاشها خلال مرحلة الطفولة حيث أكد مصوره كروستفر بروكس على أن كاردس لم يكن من سكان الأحياء الفقيرة أو الغنية. لم يكن روبرت كاردس إنساناً متعلماً ولم يكن أمياً أيضا ولكن كان له دور أساسي في إيقاظ اهتمامات حفيده الأدبية حيث كان من السهل الوصول إلى المسارح والمكتبات وغيرهما من المرافق الأدبية وهو في داخل منزله.
لقد اقتصر تعليم نفيل الرسمي على خمس سنوات في مدرسة المجلس المحلي حيث كانت المناهج أساسية واساليب التدريس عقيمة. فيضرب بالعصا كل صبي يحصل على أقل علامة في حرية الإرادة. لم تحد هذه التجربة من فضول نفيل الأدبي حيث عمل على توسيع أفاقه الثقافية في سن مبكر جداً من خلال عالم القراءة والقاعات الموسيقية والإيمائية. فعندما كان في العاشرة من عمره، قرأ روايات ديكنز وكتب بعد سنوات أن هناك صنفين من الناس: أولئك الذين يمتلكونها منذ الولادة وما بعدها لتقدير ديكنز وأولئك الذين لا يمتلكونها مطلقاً. فينبغي تجنب الصنف الثاني في أقرب وقت عند التعرف عليهم. لقد كانت باكورة كتاباته الإبداعية على شكل مجلة مكتوبة بخط اليد احتوت على عالم الطفل وكانت مليئة بالقصص والمقالات المكتوبة فوزعها على زملاؤه في المدرسة حتى اكتشفها مدرسه وهو غاضب فمزقها.

### مانشستر، 1901-12
انتقلت العائلة عدة مرات بعد موت روبرت كاردس عام 1900 فكل الأمور تغيرت في أن واحد، فقد ترك كاردس المدرسة في 1901 وعمل في مجموعة من الوظائف لوقت قصير والتي لا تتطلب مهارات عالية قبل أن يجد وظيفة أكثر أماناً ككاتب مع وكالة التأمين البحري «فلمنق». لقد عاش بعض الوقت مع عمته باترس التي كما قال عنها بروكس أنها شرعت في علاقة حب مدى الحياة وهي مازالت في ريعان شبابها... ومن وجهة نظره أنها لم تفعل شيءً خطأً لتلام عليه. لقد جلبت الألوان لحياة كاردس حيث شجعته على قراءة كتب جديرة بالاهتمام وقد أكد بروكس على أن ذكرياتها بقيت القوة الملهمة حتى أخر فترات حياته ككاتب. هي أيضا أول من أحضر له خفافيش الكريكيت لقد تخلل هذه السنوات فترة من التعليم الذاتي المكثف، فأصبح كاردس يرتاد المكتبات المحلية ووسع مجال قرأته التي اقتصرت سابقاً على ديكنز لتشمل بعضاً من عمالقة الأدب كفايلدنج وثاكيراي وكونراد وهاردي وهنري جامز مع التحفظ على أخر اثنين لقد أضاف الفلسفة والميتافيزيقيا لمنهجه في الوقت المناسب. وقد بدأ هذا بعدما بدأ يقرأ أعمال جورج هنري لويس والتي قادته إلى أعمال كانت وهيوم وبيركلي وشوبنهاور في نهاية المطاف. ولقد استكمل هذه الدراسات من خلال حضور محاضرات مجانية في جامعة مانشستر. وأصبح يقابل مجموعة من المتعلمين ذاتياً بشكل مستمر في منتزه الكسندر أو في حديقة أو مقهى ليون في ميدان ألبرت لمناقشتهم لفترات متأخرة بعد الظهيرة. في البداية كان جدول كاردس عشوائيا لتطوير نفسه ولكن في نهاية الأمر صنف ما سماه المخطط الثقافي حيث كرس مجموعة من الساعات الأسبوعية لدراسة ونقاش مواضيع مختلفة.
لقد بدأ اهتمام كاردس بالموسيقي بسماعه للألحان الشعبية التي كانت تغنيها والدته وأخواتها في منزل العائلة. فمازال يتذكر سماع لحن أغنية فلجيا لأول مرة في فرانز ليهار أوبريت. عندما غنتها الأرملة ماري التي أدخلتها إلى قلبه لتسكن هناك مدى الحياة. في أبريل 1907, كان «اجتاح... في البحار السبعة للموسيقي» من أداء الأوبريت توم جونز إدوارد. لقد كتب كاردس بعد عدة سنوات«أنا غير قادر على شرح لماذا ينبغي على إدوارد جيرمن أن يغادر_ جميع الملحنين_ للإفراج عن الفيضانات». لقد بدا بالذهاب إلى حفلات هالي أوركسترا في قاعة التجارة الحرة في الثالث من ديسمبر 1908 حيث كان حاضراً في العرض الأول لسمفونية أدجر بعنوان تحت هانز ريختر.لقد كان يحضر حفلات نصف شهرية في كلية مانشستر الملكية للموسيقي حيث قيًم المدير، أدولف برودسكي، أداء الطلاب. كجزء من مخططه الدراسي أخد كاردس بعض دروس الغناء الموجزة وهذه هي فترة توجيهه الرسمي الوحيد في الموسيقي نشر كاردس أول مقال موسيقي له عام 1929 بعنوان بانتوك والأسلوب في الموسيقي، في الرأي الموسيقي.
جنبا إلى جنب مع مساعيه الفكرية، لعب كاردس وتبع الكريكيت كطفل صغير بدأ بزيارة ملعب أولد ترافورد للكريكيت لمشاهدة مباريات لاندكاشير. فوصفها بقوله" أول لعبة كريكيت رأيتها كانت لعبة ماكلارن... مازلت أستطيع أن أري تأرجح خفافيش لاندكاردن، المتابعة العظيمة من خلال النهاية الحاسمة وحُجز هناك مع استعداد الهيئة. لقد رأي اختبار المبارزة ضد أستراليا عام 1902 حيث سجل هدفاً قبل الوقت الضائع بالتالي حصل على مكان دائم بين أبطال كاردس. لقد لعب كاردس كريكيت لأول مرة على أرض جرداء صلبة بالقرب من منزله في راشلوم. عندما كبر، طور ما هو بمثابة إستراتيجية الرمي الفعال الذي يسير بخطى متوسطة في الشوط الأول وذلك لعدة أسباب فكانت النتيجة أنه لعب من 1908 وما بعد هذا التاريخ كلاعب محترف في دوري الكريكيت في مانشستر خلال إجازات نهاية الأسبوع. وقد قال ذات مرة: أنا لا أخجل أن أعترف بأنني نادراً ما كنت أتردد حتى جاء ضارب الكرة إلى خط الملعب حالاً وضربه ضربةً سريعةً أصابت قضيبه وبعد ذلك بسرعة جاء واحد بسيط على التوالي أزاله عن مكان الحدث.

## شروزباري
خلال بحثه عن عمل بدلاً من وظيفته الكتابية المحدودة الدخل في ربيع 1912 تقدم كاردس لشغل منصب مدير مساعد للعبة الكريكيت في كلية شرو زبري وأشار إلى مهارته في البولنج في نادي مانشستر للكريكيت. وقد علل السبب في ذلك إلى حياته البسيطة خلال صيف شرو زبري بحيث يكون قادراً على تمويل دراساته الشتوية في الموسيقي والآداب. وكان طلبه ناجحاً حيث بدأ تأدية واجباته في الوظيفة الجديدة في مايو 1912 حيث عمل بدايةً مساعداً لتويل وهو محترف سابق في نوتينغمشير. وبعد ذلك عمل مساعداً لتد وينرايت وهو لاعب كريكيت بريطاني من مدينة يورشاير. أنشأ كاردس علاقات طيبة معهما الاثنين إلا أنه كان أكثر قرباً لكايرل ألنقتون وهو مدير المدرسة. «أستطيع أن أنادي على نفسي بسبب أنقلون وسالوبيان الكبير». لقد كشف أنقلون عن قدرات كاردس الفكرية عندما وجده يقرأ نسخة من ترجمات جيلبرت موراي بعنوان يوربيدس الدراما المدية. بالإضافة إلى واجباته في ألعاب الكريكيت، أصبح سكرتيراً لأنقلون في أغسطس عام 1914. وبعد أن انضم المدير السابق للجيش عندما اندلاع الحرب، رُفض كاردس للعمل في الخدمة العسكرية بسبب ضعف بصره. لم يجد كاردس مهامه في شرو زبري مرهقة. وقد قام بالعديد من الرحلات المتكررة إلى مانشستر لحضور حفلات هالي أو لمشاهدة إنتاجان توماس بيتشام في دار الأوبرا. لقد وجد أوقاتاً للقيام بعمل أخر وبالتالي عمل ناقداً موسيقياً للطبعة الشمالية للمواطنة اليومية عام 1913. لقد كانت هذه الصحيفة التي لم تدم طويلاً الجهاز الرسمي لحزب العمال المبكر. وكان إعجابه الشديد ببرنارد شو هو السبب الرئيسي الذي دفعه للانضمام إلى حزب العمال المستقل وهو منظمة منفصلة عن الحزب الرئيسي ولكنه فقد اهتمامه بالمبدأ الاشتراكي بسرعة كبيرة، حيث كان واضحاً أن عقيدتهم أو نظامهم ليسوا أدوات تؤدي إلى تحقيق الغاية وإنما هي غايات بحد ذاتها. كما ويعتقد بروكس أن مدرسة شروسبوري أثرت على كاردس إلى الحد الذي جعله يؤمن أن الملاعب في المدارس العامة البريطانية كانت بالنسبة له مكاناً طبيعياً أكثر من جنون متمرد في مقهى ليون حيث تتنافس الاشتراكية مع ريتشارد شتراس لصدارة المكان في سباق الحداثة. يتقاضى المواطنون العاديون أجوراً زهيدة وجمعية كاردس انتهت بسرعة من هذه الظاهرة.
كان كاردس يقضي فصول الشتاء في مانشستر لكي يدرس بصعوبة تحسباً لأي فرصة افتتاح كناقد موسيقي ويحافظ على مدخراته الصيفية من خلال الحصول على بعض الأعمال الأدبية المؤقتة. وقد التقي بالملك أديب وهي مدرسة للآداب وهوايتها التمثيل حيث كانت تحضر لقاءات مقهى ليون بشكل منتظم. وكان كاردس يرجع إلى شرو زبيري خلال فصول الصيف وهذا ما كون عنده خلفية دائمة عن الأحداث الموسيقية والثقافية في مانشستر. لقد وصف كاردس ليالي شرو زبيري بأنها فاصلة السحرية، ولكنها انتهت فجأة في صيف 1916 عندما عُين أنقتون مديراً لمدرسة إيتون فكان ظاهريا أن كاردس سيشاركه كسكرتير له في البداية إلا أن فحص كاردس العسكري أنهي الغموض الذي كان يكتنف احتمالية عمله في إيلتون فعاد إلى شرو زبيري في شهر سبتمبر من العام 1916 بمقدار ضئيل من المال وبدون أي أفاق لعمل منتظم.

## مانشستر جارديان، 1917-1940

### السنوات الأولي
خلال شتاء 116-17 استمر كاردس بدراسته الخاصة خلال العمل المتقطع متنقلاً بين عدة وظائف حتى استطاع جمع أقساط التأمين للمجتمع العليل. وفي أوائل يناير 1917 راسل محرر صحيفة الجارديان سكوت وطلب منه العمل في أي وظيفة متاحة كوسيلة يستطيع من خلالها الاستمرار في دراسته حيث أرفق نسخة من كتاباته لتعزيز فرصته في العمل ونتيجة لذلك حصل لأول مرة على وظيفة غير مدفوعة الأجر كسكرتير للمحرر ولكن عرض عليه المحرر وظيفة ككاتب تقارير في منتصف مارس. ولقد أكد الكاتب بريسلي في وقت لاحق أن كاردس الذي لم يكن يعرف الاختزال اندمج ليس فقط ككاتب تقارير وإنما ككاتب محترف أيضا. وفي ضمن حسابات كاردس لهذه السنوات أظهر نفسه كشخص مندمج تماماً في كتابة التقارير.